# Peyrehorade
Peyrehorade település Franciaországban, Landes megyében. Lakosainak száma 3693 fő (2022. január 1.). Peyrehorade Bélus, Cagnotte, Cauneille, Hastingues, Oeyregave és Orthevielle községekkel határos.

## Népesség
A település népességének változása:
| Lakosok száma | 2591 | 3093 | 3056 | 3435 | 3612 | 3616 | 3695 | 3648 | 3637 | 3693 |
|               | 1968 | 1982 | 1990 | 2006 | 2013 | 2015 | 2017 | 2019 | 2020 | 2022 |